# Achatia vomerina
Achatia vomerina är en fjärilsart som beskrevs av Augustus Radcliffe Grote 1873. Achatia vomerina ingår i släktet Achatia och familjen nattflyn. Inga underarter finns listade i Catalogue of Life.